# Apeadeiro de Sabugal

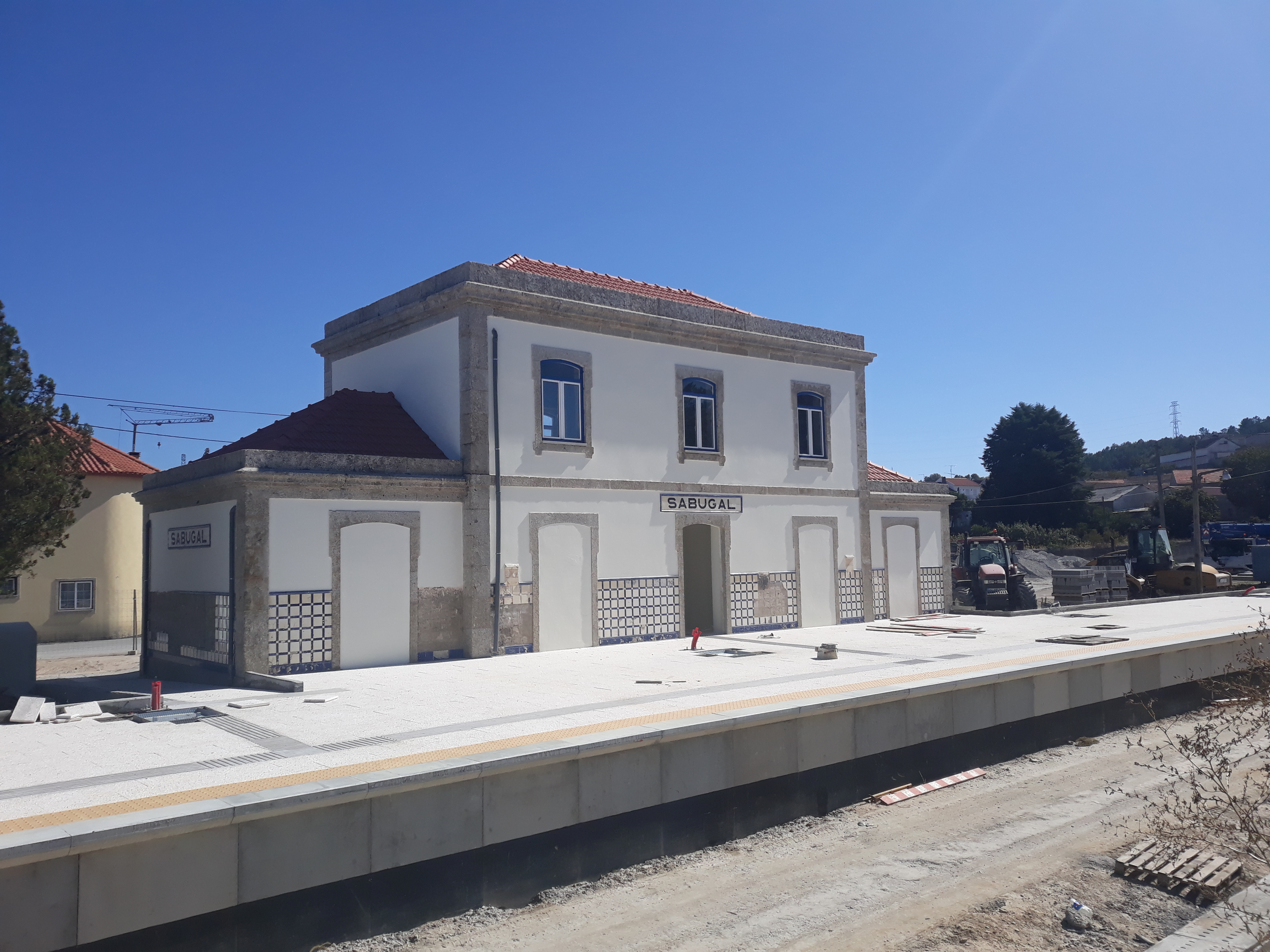
A estação de Sabugal em obras, em 2019.

O Apeadeiro de Sabugal, igualmente conhecido como Barracão e Sabugal-Barracão, é uma interface da Linha da Beira Baixa, situada na localidade de Barracão, freguesia de Panóias de Cima, no concelho e distrito da Guarda, em Portugal.

## Descrição

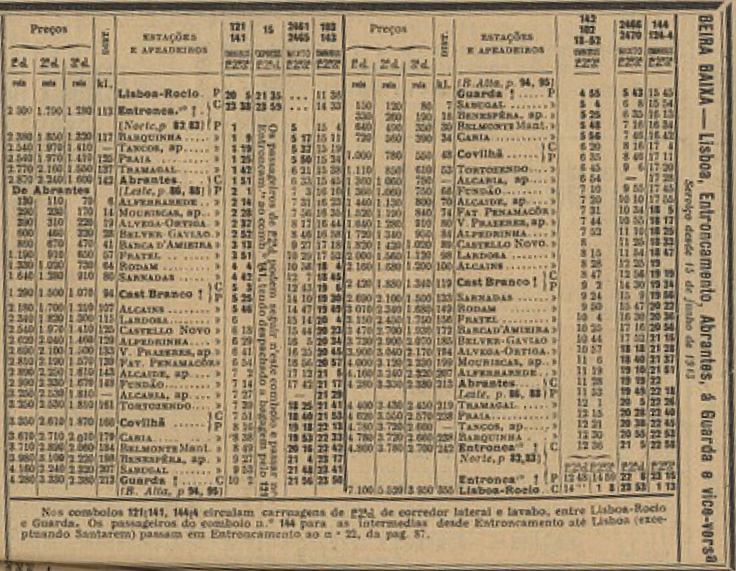
Horário da Linha da Beira Baixa em 1913, onde Sabugal surge com a categoria de estação.

Ainda que nominalmente servindo a vila de Sabugal, o Apeadeiro de Sabugal dista 24 km do centro desta localidade, pela EN233 (desnível acumulado de +302−359 m) situando-se muito mais próximo da cidade da Guarda (4 km). O edifício de passageiros situa-se do lado nascente da via (lado direito do sentido ascendente, a Guarda).

## História
Este apeadeiro encontra-se no troço entre as estações de Covilhã e a Guarda, que foi concluído em 11 de Abril de 1893, e inaugurado em 11 de maio do mesmo ano.
Em 1913, a estação era servida por carreiras de diligências até Sabugal e Guarda.
Em 1933, o trânsito ferroviário foi suspenso entre as estações do Sabugal e Covilhã, devido a obras no Túnel de Sabugal.
Em 1988 este interface tinha ainda categoria de estação; seria despromovido mais tarde à categoria de apeadeiro.[carece de fontes?]
Em 9 de Março de 2009, a empresa Rede Ferroviária Nacional suspendeu a circulação no lanço entre Covilhã e Guarda, para a realização de obras. Depois de 12 anos de encerramento, as obras foram finalizadas em abril de 2021; as primeiras circulações tiveram início no dia 2 de maio de 2021, contemplando paragens em Sabugal.